# San Nicolás, Guerrero
San Nicolás là khu đô thị tự trị thuộc bang Guerrero, México. Khu đô thị cách thủ phủ bang Chilpancingo 165 kilômét (103 mi) về phía đông nam. Tên gọi bắt nguồn từ thánh bảo hộ Nicola thành Tolentino viết bằng tiếng Tây Ban Nha. Khu đô thị được hình thành từ Cuajinicuilapa theo phê duyệt năm 2021 và chính thức có hiệu lực ngày 21 tháng 5 năm 2022.

## Địa lý
Khu đô thị tự trị San Nicolás nằm trên vùng Costa Chica phía đông nam bang Guerrero; phía tây, bắc và đông giáp Cuajinicuilapa, phía đông nam giáp Oaxacan khu Santiago Tapextla còn phía tây nam giáp Thái Bình Dương. Tổng diện tích 167,22 kilômét vuông (64,56 dặm vuông Anh) .  Bờ biển Thái Bình Dương tại đây là nơi quan trọng cho rùa da làm ổ và được bảo tồn thành khu Ramsar Playa Tortuguera Tierra Colorada.
San Nicolás có khí hậu ôn đới ẩm, nhiều mưa vào hè. Nhiệt độ trung bình dao động từ 24 và 28 °C (75–82 °F) và lượng mưa trung bình hàng năm dao động trong khoảng 1.100 và 1.300 milimét (43–51 in).

## Lịch sử
San Nicolás ngày nay nằm trên lãnh thổ tỉnh Quahuitlán trước đây, nơi dân bản địa nói tiếng Quahteca hoặc Cuahuiteca, có thể là một phương ngữ Mixtec. Tututepec cai trị Quahuitlán đến khoảng năm 1497 thì bị Đế quốc Mexica đánh chiếm. Năm 1522, Pedro de Alvarado chinh phục vùng này cho Tây Ban Nha. Đến năm 1548, khu vực này là encomienda ban thưởng cho Tristán de Luna y Arellano. Cuối thế kỷ 16, các trùm chủ trại gia súc Tây  đưa cả người tự do lẫn nô lệ da đen và mulatto đến đây, đó là tổ tiên của phần lớn cư dân San Nicolás ngày nay.
Năm 2004, cư dân San Nicolás và phụ cận bắt đầu ý tưởng tách khỏi Cuajinicuilapa để thành lập khu đô thị tự trị mới, chủ yếu do vấn đề thiếu thốn nguồn lực để phát triển. Ngày 31 tháng 8 năm 2021, cơ quan lập pháp bang Guerrero phê chuẩn việc thành lập khu đô thị San Nicolás gồm 10 địa phương thuộc Cuajinicuilapa khi ấy. Bản sửa đổi hiến pháp bang liên quan đến việc thành lập khu đô thị được thông qua ngày 13 tháng 1 năm 2022 và có hiệu lực ngày 21 tháng 5 năm 2022.

## Hành chính
San Nicolás sẽ tổ chức bầu cử lần đầu tiên với tư cách là khu đô thị độc lập năm 2024. Chính quyền khu đô thị San Nicolás gồm một chủ tịch, một ủy viên hội đồng (tiếng Tây Ban Nha: síndico) và sáu ủy viên (regidores).

## Nhân khẩu học và văn hóa

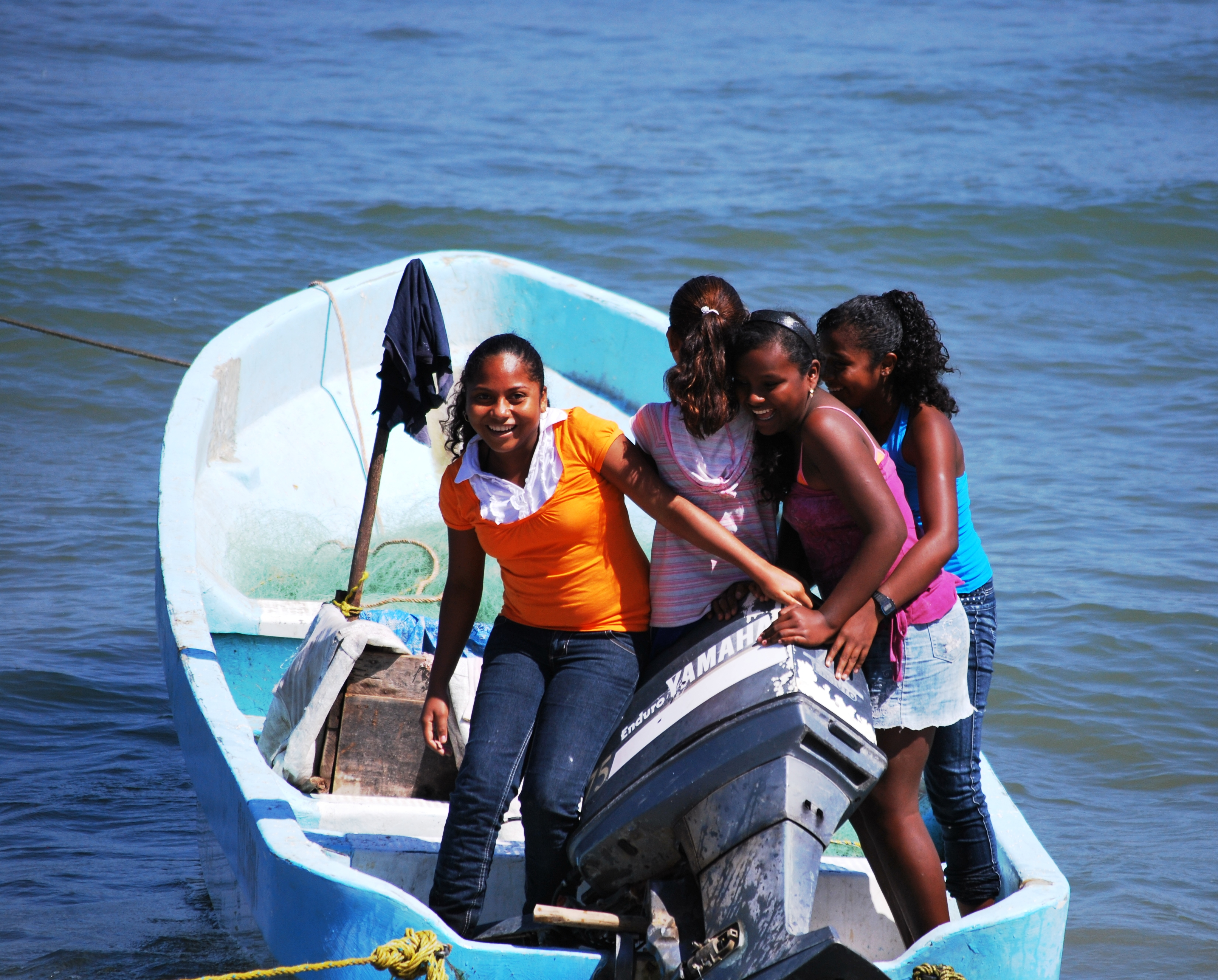
Cư dân đứng trên thuyền tại Punta Maldonado

Trong Điều tra dân số México năm 2020, các địa phương gồm khu đô thị San Nicolás hiện nay có dân số 6.984 người. Thủ phủ là thành phố cùng tên San Nicolás ghi nhận dân số 3.249 người.  Các địa phương đông dân nhất tiếp theo là La Pitahaya 1.583 người và Punta Maldonado 848 người.
Giống như Cuajinicuilapa bên cạnh, San Nicolás đã được các cơ quan văn hóa, học giả và nhà báo xác định là trung tâm văn hóa México Phi ở Costa Chica của Guerrero. Tuy nhiên, cư dân San Nicolás tự nhận mình là moreno (người Anh-điêng bản địa da đen) và khước từ các tên gọi như "da đen", "Afromexican" hay "Afromestizo". Kể từ cuối thập niên 1990, một lượng đáng kể dân San Nicolás chuyển đến sống tại Winston-Salem, Greensboro và Charlotte ở Bắc Carolina.

## Kinh tế
Kinh tế San Nicolás dựa trên nông nghiệp quy mô nhỏ: nông dân trồng ngô để ăn, vừng và trái cây (ví dụ xoài, đu đủ và dưa hấu) để bán thị trường địa phương. Dân ven biển phụ thuộc nhiều vào nghề chài lưới.